# Гоме
Гоме (фр. Gomer) насеље је и општина у југозападној Француској у региону Аквитанија, у департману Атлантски Пиринеји која припада префектури По.
По подацима из 2011. године у општини је живело 240 становника, а густина насељености је износила 74,07 становника/km². Општина се простире на површини од 3,24 km². Налази се на средњој надморској висини од 296 метара (максималној 385 m, а минималној 277 m).

## Демографија
| 1962. | 1968. | 1975. | 1982. | 1990. | 1999. | 2011. |
| ----- | ----- | ----- | ----- | ----- | ----- | ----- |
| 140   | 148   | 150   | 135   | 141   | 162   | 240   |

График промене броја становника у току последњих година